# Milovan Savić
Milovan Savić (ur. 16 czerwca 1953 w Nowym Sadzie) – chorwacki  lekkoatleta reprezentujący Jugosławię, średniodystansowiec.
Specjalizował się w biegu na 800 metrów, chociaż sukcesy odnosił również na dystansie dwukrotnie krótszym. Zdobył złote medale w biegu na 800 metrów oraz w sztafecie 4 × 400 metrów (w składzie: Ivica Ivačak, Milorad Čikić, Savić i Josip Alebić) na igrzyskach śródziemnomorskich w 1975 w Algierze.
Zdobył brązowy medal w biegu na 800 metrów na halowych mistrzostwach Europy w 1976 w Monachium, przegrywając jedynie z Ivo Van Damme z Belgii i Josefem Schmidem z Republiki Federalnej Niemiec. Odpadł w eliminacjach tej konkurencji na igrzyskach olimpijskich w 1976 w Montrealu, a także na halowych mistrzostwach Europy w 1977 w San Sebastián.
Zdobył srebrny medal w biegu na 800 metrów na uniwersjadzie w 1977 w Sofii. Odpadł w eliminacjach tej konkurencji na halowych mistrzostwach Europy w 1978 w Mediolanie. Odpadł w eliminacjach biegu na 800 metrów oraz zajął 8. miejsce w finale sztafety 4 × 400 metrów na mistrzostwach Europy w 1978 w Pradze. Zajął 5. miejsce w biegu na 800 metrów na halowych mistrzostwach Europy w 1979 w Wiedniu. Na igrzyskach olimpijskich w 1980 w Moskwie odpadł w półfinale biegu na 800 metrów i eliminacjach sztafety 4 × 400 metrów. Odpadł w półfinale biegu na 800 metrów na halowych mistrzostwach Europy w 1982 w Mediolanie.
Zwyciężał w biegu na 800 metrów na mistrzostwach krajów bałkańskich w 1977, 1978, 1980, 1982 i 1983.
Savić był mistrzem Jugosławii w biegu na 800 metrów w latach 1976, 1978–1980 i 1982 oraz w biegu na 1500 metrów w 1978, a także mistrzem Wielkiej Brytanii (AAA) w biegu na 800 metrów w 1977.
Rekord życiowy Savicia w biegu na 800 metrów wynosił 1:45,5 (przy pomiarze ręcznym, 29 czerwca 1977 w Helsinkach) i 1:45,79 (przy pomiarze automatycznym, 7 września 1978 we Koblencji), a w biegu na 1000 metrów 2:17,9 (10 sierpnia 1977 w Karlstad). Ten ostatni rezultat jest aktualnym (lipiec 2021) rekordem Chorwacji.